# Alfonso Capecelatro
Alfonso Capecelatro di Castelpagano (Marsiglia, 5 febbraio 1824 – Capua, 14 novembre 1912) è stato un cardinale e arcivescovo cattolico italiano.

## Biografia
Nacque a Marsiglia. Nella città francese si trovava il padre Francesco Duca di Castel Pagano con la consorte Maddalena Sartorelli, costretto all'esilio volontario da Napoli, quando Ferdinando I  lo sospettava, come ex ufficiale del regno di Murat, d'essere partecipe della rivoluzione costituzionale del 1821. La famiglia ritornò a Napoli nel 1830.
Il 1º aprile 1840 entrò a far parte della Confederazione dell'oratorio di San Filippo Neri. Il 23 maggio 1847 fu ordinato presbitero. Fu preposito della Congregazione dell'oratorio di Napoli per quindici anni. Fu uno scrittore prolifico, dotato di uno stile elegante, si dedicò a libri di dottrina cattolica, di morale, di storia ecclesiastica e di avvenimenti e personalità da lui conosciute direttamente come il padre Ludovico da Casoria. Il 5 maggio 1879 fu nominato vicebibliotecario della Biblioteca Apostolica Vaticana.
Il 20 agosto 1880 fu nominato arcivescovo di Capua; ricevette la consacrazione episcopale il 28 ottobre dello stesso anno dal cardinale Raffaele Monaco La Valletta.
Papa Leone XIII lo elevò al rango di cardinale nel concistoro del 27 luglio 1885 e il 30 luglio dello stesso anno ricevette il titolo dei Santi Nereo e Achilleo. Il 15 luglio 1886 optò per il titolo di Santa Maria del Popolo.
Fu insignito dai Borbone del titolo di cavaliere dell'Insigne e reale ordine di San Gennaro e fu inoltre insignito del gran collare e fu il secondo gran priore dell'Ordine militare del Santissimo Salvatore di Santa Brigida di Svezia, carica che mantenne fino al giorno della sua morte.
Il 29 aprile 1890 fu nominato bibliotecario della Biblioteca Apostolica Vaticana.
Partecipò al conclave del 1903 che elesse papa Pio X.
Morì a Capua all'età di 88 anni e fu sepolto nell'abbazia di Montecassino.

## Genealogia episcopale e successione apostolica
La genealogia episcopale è:
- Cardinale Scipione Rebiba
- Cardinale Giulio Antonio Santori
- Cardinale Girolamo Bernerio, O.P.
- Arcivescovo Galeazzo Sanvitale
- Cardinale Ludovico Ludovisi
- Cardinale Luigi Caetani
- Cardinale Ulderico Carpegna
- Cardinale Paluzzo Paluzzi Altieri degli Albertoni
- Papa Benedetto XIII
- Papa Benedetto XIV
- Cardinale Enrico Enriquez
- Arcivescovo Manuel Quintano Bonifaz
- Cardinale Buenaventura Córdoba Espinosa de la Cerda
- Cardinale Giuseppe Maria Doria Pamphilj
- Papa Pio VIII
- Papa Pio IX
- Cardinale Raffaele Monaco La Valletta
- Cardinale Alfonso Capecelatro di Castelpagano, C.O.

La successione apostolica è:
- Arcivescovo Biagio Pisani (1895)
- Arcivescovo Angelo Della Cioppa (1896)

## Opere
- Alfonso Capecelatro (card.), Storia di S. Caterina da Siena e del papato del suo tempo, 1858. (prima edizione)
- Alfonso Capecelatro (card.), Newman e la religione cattolica in Inghilterra, ovvero L'oratorio inglese, 1859.
- Alfonso Capecelatro, Storia di S. Pier Damiano e del suo tempo, vol. 1, G. Barbèra, 1862.
- Alfonso Capecelatro, Errori del Renan nella Vita di Gesù, Tipografia della Gioventu', 1864.
- Alfonso Capecelatro, Perché il concilio? ..., 1869.
- Vita di san Filippo Neri
- L'anima con Dio - Preghiere e meditazioni (1893)
- La Vita del p. Ludovico da Casoria. Ristampa anastatica della biografia scritta dal cardinale Alfonso Capecelatro, Velar, Gorle 2013